# トゥーティノ族
トゥーティノ族（トゥーティノぞく）は、太陽系外縁天体のうち海王星と軌道共鳴を行う共鳴外縁天体の一種。海王星との間に 1:2 で軌道共鳴している。軌道共鳴の特徴から海王星の公転周期の2倍をかけて太陽を公転している。この言葉は冥王星族（プルーティノ、Plutino）と2 (two) を合成した単語である。

## 一覧
- (20161) 1996 TR66
- (26308) 1998 SM165
- 1997 SZ10
- (137295) 1999 RB216
- (130391) 2000 JG81
- (119979) 2002 WC19